# Araucaria haastii
Araucaria haastii là một loài cây lá kim đã tuyệt chủng trước đây có nguồn gốc từ New Zealand. Một số lượng lớn các mẫu cây hóa thạch từ họ Bách tán đã được tìm thấy ở New Zealand, nhưng trong nhiều trường hợp, mức độ bảo tồn không đủ để phân biệt chính xác giữa các loài Araucaria (liên quan đến các cây hiện đại còn sót lại như bách tán) và các loài Agathis (liên quan đến cây Kauri mang tính biểu tượng của New Zealand).
Araucaria haastii được biết đến từ một số hóa thạch được bảo quản tốt hơn, được tìm thấy trong trầm tích kỷ Phấn trắng từ một số địa điểm ở Đảo Nam. Những hóa thạch này cho thấy hình thái và cấu trúc lớp biểu bì đủ chi tiết trong lá để cho phép loài này không chỉ được xác định rõ ràng là Araucaria, mà còn xếp nó trong nhánh Intermedia của chi này, có nghĩa là họ hàng gần nhất của nó là cây thông Klinki được tìm thấy ở vùng núi Papua New Guinea. Các mẫu hóa thạch ở Đảo Bắc trong cùng khoảng thời gian dường như là từ một loài Araucaria có liên quan chặt chẽ nhưng hơi khác biệt. Mặc dù chất lượng hóa thạch tương đối kém hơn có nghĩa là việc xác định sẽ không quá chính xác. Các loài cây liên quan cũng được biết đến từ các hóa thạch được tìm thấy ở Tasmania và Nam Mỹ, phản ánh sự phân bố Gondwanan rộng rãi của họ Araucariaceae.